# Вербова (Тульчинський район)
Ве́рбова — село в Україні, у Вапнярській селищній громаді Тульчинського району Вінницької області. Населення становить 608 осіб.

## Історія
7 (20) листопада 1917 року, відповідно до Третього Універсалу Української Центральної Ради, увійшло до складу Української Народної Республіки.
05 лютого 1965 року Указом Президії Верховної Ради Української РСР Вербівську сільраду Крижопільського району передано до складу Тульчинського району.

## Населення

### Мова
Розподіл населення за рідною мовою за даними перепису 2001 року:
| Мова            | Кількість | Відсоток |
| --------------- | --------- | -------- |
| українська      | 599       | 98.52 %  |
| російська       | 7         | 1.15 %   |
| інші/не вказали | 2         | 0.33 %   |
| Усього          | 608       | 100 %    |

## Постаті
- Пентела Юрій Дмитрович (1980—2022) — капітан Збройних сил України, учасник російсько-української війни.